# Koloman Gögh
Koloman Gögh (Kladno, 7 gennaio 1948 – Gattendorf, 11 novembre 1995) è stato un calciatore e allenatore di calcio cecoslovacco, dal 1993 slovacco, di ruolo difensore. Campione europeo con la Cecoslovacchia nel 1976. Morì in un incidente stradale l'11 novembre 1995.

## Carriera

### Club
Di origini magiare, nacque a Kladno e crebbe calcisticamente a Kolárovo, città a maggioranza ungherese. Finite le giovanili, si aggregò al Dukla Holešov per svolgere il servizio militare.
Terminata la leva, passò allo Slovan Bratislava con cui vinse due campionati cecoslovacchi ed una coppa nazionale.
Nel 1980 si trasferì in Austria al VÖEST Linz mentre nel 1982 ritornò in Cecoslovacchia per terminare la carriera con il DAC Dunajská Streda.

### Nazionale
Con la Cecoslovacchia collezionò 55 presenze impreziosite da una rete. Debuttò il 20 dicembre 1974 contro l'Iran (1-0), mentre giocò la sua ultima partita il 21 giugno 1980 contro l'Italia (1-1; 10-9 d.c.r), valida per la finale per il terzo posto del campionato d'Europa 1980.
Con la Nazionale partecipò ai campionati europei di Jugoslavia 1976 e Italia 1980.

### Allenatore
Ritiratosi dal calcio giocato, lavorò come assistente in club slovacchi ed austriaci prima di morire in un incidente stradale l'11 novembre 1995.

## Palmarès

### Giocatore

#### Club

##### Competizioni nazionali
- Campionato cecoslovacco: 2

Slovan Bratislava: 1973/74, 1974/75
- Coppa di Cecoslovacchia: 1

Slovan Bratislava: 1973-1974

#### Nazionale
- Campionato d'Europa: 1

Jugoslavia 1976